# Sein großer Fall
Sein großer Fall è un film del 1926 diretto da Fritz Wendhausen. Prodotto da Erich Pommer per l'UFA, fu sceneggiato dallo stesso regista e da Wilhelm Thiele.

## Produzione
Il film fu prodotto dalla Universum Film (UFA).

## Distribuzione
Distribuito dalla Universum Film (UFA), il film fu presentato a Berlino il 30 settembre 1926. In Danimarca, uscì con il titolo Politiets Fangarme.